# Samuel San José Fernández
Samuel San José (Santander, 1 de març de 1984) és un futbolista càntabre, que ocupa la posició de defensa.

## Trajectòria esportiva
Es va formar al planter del Racing de Santander. Debuta amb el primer equip a la campanya 05/06, tot jugant set partits a primera divisió. L'any següent és cedit a l'Sporting de Gijón, on és titular.
De nou a Santander, només juga un partit abans de tornar-se'n cedit, ara a la UD Las Palmas. L'equip grancanari el fitxaria el 2008, sent titular eixa temporada, a la Segona Divisió.